# Anh em nhà Gracchus

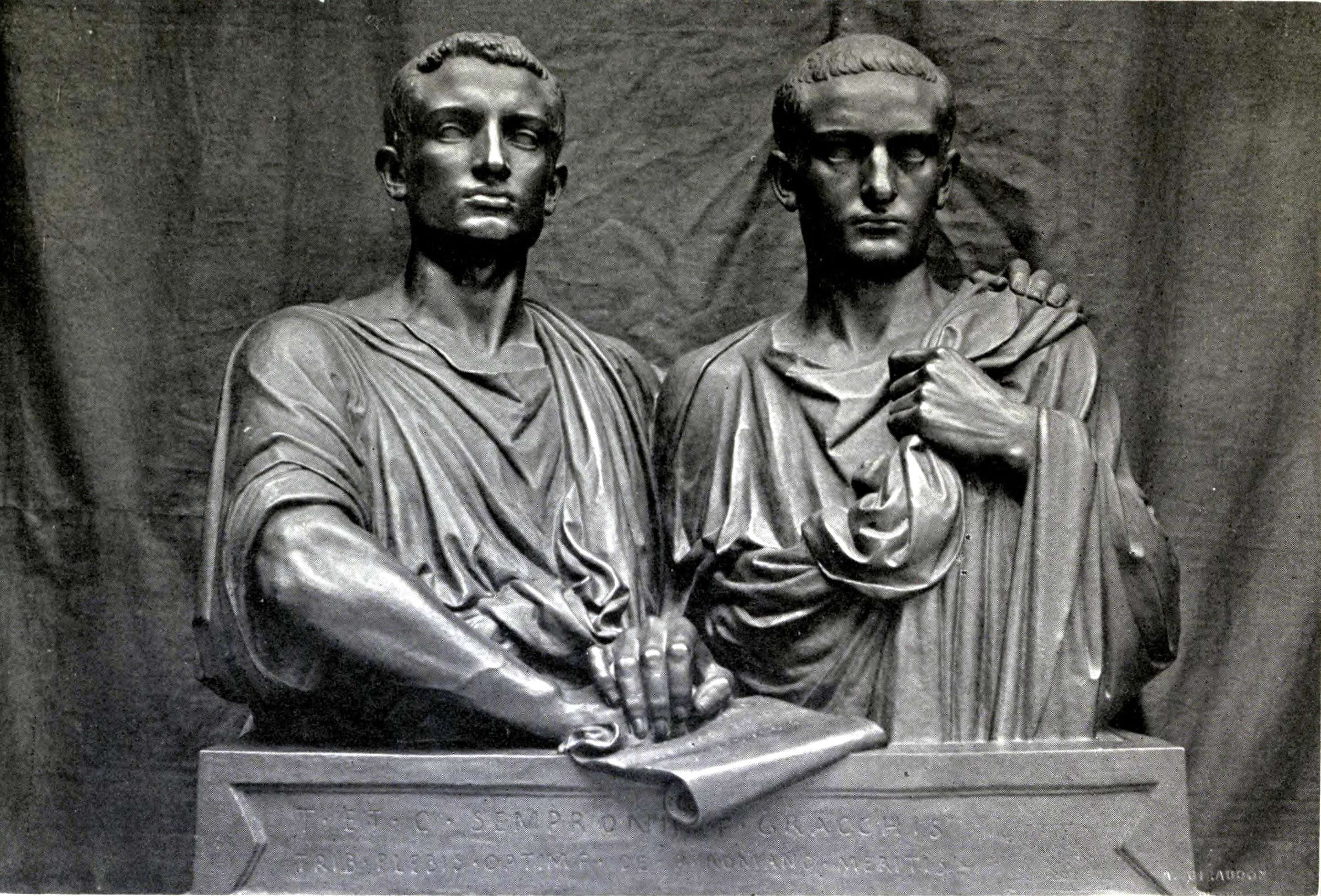
Bia kỷ niệm thế kỷ thứ 19 do Eugene Guillaume tạo tác, khắc họa hình ảnh hai anh em nhà Gracchus đang đặt tay lên một mảnh giấy ghi chữ "tài sản". Tác phẩm hiện được lưu giữ tại Musée d'Orsay, Paris.

Anh em nhà Gracchus, Tiberius Sempronius Gracchus và Gaius Sempronius Gracchus, là hai nhân vật lịch sử hoạt động vào thời Cộng hòa La Mã, lần lượt giữ chức quan hộ dân vào năm 133 TCN và 122–121 TCN.

## Bối cảnh
Từng có lầm tưởng cho rằng, xuyên suốt thế kỷ thứ 2 TCN, số hộ nông dân tự do của vùng thôn quê Ý bị sụt giảm một cách nghiêm trọng. Quan điểm truyền thống này, vốn lan truyền qua các thư tịch cổ, thực ra "đã bị thổi phồng quá mức"; trình thuật về mối quan hệ nghịch đảo giữa chế độ quân dịch và số lượng tiểu điền do vậy "phải được bác bỏ". Động cơ chính cho hướng xét lại này là bằng chứng tại các di chỉ khảo cổ trên bán đảo Ý được khai quật kể từ những năm 1980 trở đi: "các bước tiến đáng kể về mặt phương pháp luận trong ngành khảo cổ học khảo sát đã ... góp phần làm sụp đổ sự xác tín của các khẳng định trước đây về sự lan tỏa của các hộ điền chủ sở hữu nô lệ và mức sống còn hoặc khác của các hộ tiểu nông có khuynh hướng tự cung tự cấp".

### 159–33TCN: Tình cảnh nông thôn
Theo các thư tịch cổ, xuyên suốt thế kỷ thứ 2 TCN, chính quyền La Mã đã gặp phải nhiều khó khăn và kháng cự trong công tác tuyển quân. Vấn nạn này bắt đầu từ thời Chiến tranh Macedonia lần thứ ba và tiếp diễn cho tới các chiến dịch chinh phục Tây Ban Nha vào năm 151 TCN. Công tác điều tra dân số của La Mã – mục đích chính là đếm nhân đinh để tuyển vào quân đội – đi vào hoạt động kể từ năm 159 TCN cũng nhận thấy dấu hiệu sụt giảm dân số tự do ở Ý, cụ thể là từ 328.316 vào những năm 159–58 TCN xuống 317.933 vào năm 136–35 TCN.

#### Sách
- Beard, Mary (2015). SPQR: a history of ancient Rome (ấn bản thứ 1). New York: WW Norton and Company. ISBN 978-0-87140-423-7. OCLC 902661394.
- Broughton, Thomas Robert Shannon (1951). The magistrates of the Roman republic. Quyển 1. New York: American Philological Association.
- Broughton, Thomas Robert Shannon (1952). The magistrates of the Roman republic. Quyển 2. New York: American Philological Association.
- Crawford, Michael H (1974). Roman Republican coinage. Cambridge University Press. ISBN 978-0-511-58401-5. OCLC 879631509.
- Crook, John; và đồng nghiệp, biên tập (1994). The last age of the Roman Republic, 146–43 BC. Cambridge Ancient History. Quyển 9 (ấn bản thứ 2). Cambridge University Press. ISBN 0-521-85073-8. OCLC 121060.
  - Lintott, Andrew (1994a). "The Roman empire and its problems in the late second century" . Trong CAH2 9 (1994), tr. 16–39.
  - Lintott, Andrew (1994b). "Political history, 146–95 BC" . Trong CAH2 9 (1994), tr. 40–103.
  - Nicolet, C. "Economy and society, 133–43 BC" . Trong CAH2 9 (1994), tr. 599–643.
- Drogula, Fred (2015). Commanders & command in the Roman republic and early empire. Chapel Hill: University of North Carolina Press. ISBN 978-1-4696-2314-6. OCLC 905949529.
- Flower, Harriet, biên tập (2014). The Cambridge companion to the Roman republic (ấn bản thứ 2). Cambridge University Press. ISBN 978-1-107-66942-0.
  - Brennan, T Corey. "Power and process under the republican "constitution"" . Trong Flower (2014), tr. 19–53.
  - Potter, David. "The Roman army and navy" . Trong Flower (2014), tr. 54–77.
  - von Ungern-Sternberg, Jurgen. "The crisis of the republic" . Trong Flower (2014), tr. 78–100.
- Flower, Harriet I (2010). Roman republics. Princeton: Princeton University Press. ISBN 978-0-691-14043-8. OCLC 301798480.
- Goldsworthy, Adrian (2016) [2003]. In the name of Rome: the men who won the Roman Empire. New Haven: Yale University Press. ISBN 978-0-300-22183-1. OCLC 936322646.
- Mackay, Christopher S (2009). The breakdown of the Roman republic. Cambridge: Cambridge University Press. ISBN 978-0-521-51819-2.
- Mouritsen, Henrik (2017). Politics in the Roman republic. Cambridge: Cambridge University Press. ISBN 978-1-107-03188-3. OCLC 961266598.
- Perelli, Luciano (1993). I Gracchi. Profili (bằng tiếng Ý). Rome: Salerno Editrice. ISBN 8-8840-2119-7. LCCN 93204718.
  - Gruen, Erich S (1994). "Review of I Gracchi". American Historical Review. Quyển 99 số 3. tr. 877–78. doi:10.1086/ahr/99.3.877-a. JSTOR 2167794.
  - Lintott, Andrew (1994). "Review of I Gracchi". The Classical Review. Quyển 44 số 2. tr. 346–347. doi:10.1017/S0009840X00289269. ISSN 1464-3561. JSTOR 712806. S2CID 163360852.
- Pina Polo, Francisco (2017). "The "tyranny" of the Gracchi and the concordia of the optimates: an ideological construct". Trong Cristofoli, Roberto; và đồng nghiệp (biên tập). Costruire la memoria: uso e abuso della storia fra tarda repubblica e primo Principato. Monografie / Centro ricerche e documentazione sull'antichità classica. Quyển 41. L'Erma di Bretschneider. ISBN 978-8-8913-1235-8.
- Roselaar, Saskia T (2010). Public land in the Roman Republic : a social and economic history of ager publicus in Italy, 396-89 BC. Oxford: Oxford University Press. ISBN 978-0-19-957723-1. OCLC 520714519.
  - Positively reviewed in Launaro, Alessandro (2011). "Review of Public land in the Roman republic". Journal of Roman Studies. Quyển 101. tr. 240–241. doi:10.1017/S0075435811000141. ISSN 0075-4358. JSTOR 41724882. S2CID 162685749.
- Rosenstein, NS; Morstein-Marx, R, biên tập (2006). A companion to the Roman Republic. Blackwell. ISBN 978-1-4051-7203-5. OCLC 86070041.
  - de Ligt, Luuk. "The economy: agrarian change during the second century" . Trong Rosenstein & Morstein-Marx (2006), tr. 590–605.
  - Patterson, John R. "Rome and Italy" . Trong Rosenstein & Morstein-Marx (2006), tr. 606–624.
- Zmeskal, Klaus (2009). Adfinitas (bằng tiếng Đức). Quyển 1. Passau: Verlag Karl Stutz. ISBN 978-3-88849-304-1.

#### Bài luận
- Badian, Ernst (2012). "Sempronius Gracchus, Gaius". Trong Hornblower, Simon; và đồng nghiệp (biên tập). Oxford classical dictionary (ấn bản thứ 4). New York: Oxford University Press. doi:10.1093/acrefore/9780199381135.013.5812. ISBN 978-0-19-938113-5.
- Beness, J Lea; Hillard, T W (2001). "The theatricality of the deaths of C Gracchus and friends". Classical Quarterly. Quyển 51 số 1. tr. 135–140. doi:10.1093/cq/51.1.135. ISSN 0009-8388.
- Gargola, Daniel J (1997). "Appian and the aftermath of the Gracchan reform". American Journal of Philology. Quyển 118 số 4. tr. 555–581. ISSN 0002-9475. JSTOR 1562052.
- Garnsey, Peter; Rathbone, Dominic (1985). "The background to the grain law of Gaius Gracchus". Journal of Roman Studies. Quyển 75. tr. 20–25. doi:10.2307/300649. ISSN 0075-4358. JSTOR 300649. S2CID 159639695.
- Mitchell, T N (1980). "Review of The Gracchi". Hermathena. số 129. tr. 83–85. ISSN 0018-0750. JSTOR 23040458.
- Ridley, Ronald T (2000). "Leges agrariae: myths ancient and modern". Classical Philology. Quyển 95 số 4. tr. 459–467. doi:10.1086/449512. ISSN 0009-837X. JSTOR 270517. S2CID 161477241.
- Russell, Peter (2008). "Babeuf and the Gracchi: A Comparison of Means and Ends". Melbourne Historical Journal. Quyển 36. tr. 41–57. Pages not consistently numbered.
- Santangelo, Federico (2007). "A survey of recent scholarship on the age of the Gracchi (1985-2005)". Topoi. Quyển 15 số 2. tr. 465–510. doi:10.3406/topoi.2007.2250.
- Sherwin-White, A N (1982). "The lex repetundarum and the political ideas of Gaius Gracchus". Journal of Roman Studies. Quyển 72. tr. 18–31. doi:10.2307/299113. ISSN 0075-4358. JSTOR 299113. S2CID 155666108.